# Cole World: The Sideline Story
Albums de J. Cole
Friday Night Lights
(2010) Born Sinner
(2013)
Singles
1. Work Out
Sortie : 15 juin 2011
2. Can't Get Enough
Sortie : 13 septembre 2011
3. Mr. Nice Watch
Sortie : 1er novembre 2011
4. Nobody's Perfect
Sortie : 7 février 2012

Cole World: The Sideline Story est le premier album studio de J. Cole, sorti le 26 septembre 2011 en France et le 27 septembre 2011 aux États-Unis.
Il est l'aboutissement d'une série de mixtapes qui ont fait sa renommée. La production a été assurée en grande partie par Cole qui montre ainsi son talent non seulement en tant que rappeur, mais également en tant que producteur. Signé sous le label de Jay-Z Roc Nation, l'album offre quatre featurings, dont un avec Jay-Z lui-même.
Cole World: The Sideline Story a démarré premier au Billboard 200, avec plus de 218 000 copies vendues dans la première semaine suivant sa sortie. Si aux États-Unis cette sortie était attendue, en France le rappeur reste relativement inconnu.

## Enregistrement et production

### Enregistrement
L'album a été enregistré en plusieurs étapes. Ainsi le touchant Lost Ones a été enregistré en 2008, avant même que le rappeur obtienne un contrat. "Lights Please" date de 2009, c'est le titre qui a permis à Jay-Z de le repérer. Quant à In the Morning le titre apparaît déjà sur la mixtape Friday Night Lights. Le rappeur avoue avoir enregistré le titre dans sa chambre. Pour le reste de l'album, les textes sont tant personnels que percutants et la majorité a été enregistrée en 2011. J. Cole est considéré comme un bourreau de travail, il a fait son maximum pour percer comme il le dit dans la chanson The Sideline Story : « I put my heart and soul in this game » (« J'ai mis mon cœur et mon âme dans cette aventure »).

### Production
Outre J. Cole, qui peut se vanter de son album presque « self-made », Cole World: The Sideline Story contient des chansons produites par No I.D., Brian Kidd et L&X Music. On peut noter l'utilisation de nombreux échantillons de musique, par exemple le hit In the Morning qui mélange Can I Get A de Jay-Z et Hold ya Head de 2Pac, ou encore le single Work Out qui reprend les beats de The New Workout Plande Kanye West et Straight Up de Paula Abdul.
On peut dire que la production a été réalisée avec brio, à tel point que certaines critiques donnent J. Cole meilleur producteur que rappeur. Par ailleurs, son talent a aussi été remarqué par les autres artistes, ainsi Kendrick Lamar a déclaré récemment que  J. Cole « assurerait la majeure partie de la production de leur projet d'album commun ».

## Réception
L'album s'est vendu à plus d' 1 000 000 exemplaires aux États-Unis, ce qui lui confère le statut de disque de platine. On s'attendait à entendre comme premier single Who Dat, mais finalement c'est le titre Work Out qui a pris le dessus (on note toutefois que la chanson Who Dat figure dans les bonus). Le single Work Out a eu un excellent succès outre-Atlantique. Ont suivi les titres Can't Get Enough, Mr. Nice Watch et Nobody's Perfect avec Missy Elliott. Pour couronner le tout, J. Cole est nommé aux Grammy Awards 2012 en tant que « Meilleur nouvel artiste », mais également aux BET Awards 2012 en tant que « Meilleur artiste masculin de hip-hop ».
Pour la critique française, comme aux États-Unis, l'accueil est plutôt bon, J. Cole étant partisan d'un « rap authentique », loin des productions centrées sur des rythmes electro.
Enfin, après avoir assuré plusieurs fois la première partie du concert de Drake (notamment au Zénith de Paris), J. Cole a annoncé une tournée aux États-Unis,.

### La suite
Un second album est déjà en préparation. Le rappeur a même déclaré dans un magazine américain qu'il avait déjà trop de chansons et qu'il devrait choisir sur lesquelles travailler. Une mixtape serait également prévue avec Big Sean et Meek Mill, sans oublier son projet avec Kendrick Lamar.

## Liste des titres
| 1.          | Intro (Produit par J. Cole)                                                                                | | 01:22 |
| 2.          | Dollar and a Dream III (Produit par The University, J. Cole (co.), Canei Finch (add.), Ron Gilmore (add.)) | Darkness of the Unknown de Yoko Shimomura | 04:43 |
| 3.          | Can't Get Enough (featuring Trey Songz – Produit par Brian Kidd)                                           | Paulette de Balla et ses baladins | 03:45 |
| 4.          | Lights Please (Produit par J. Cole)                                                                        | | 03:28 |
| 5.          | Interlude (Produit par J. Cole)                                                                            | | 01:39 |
| 6.          | Sideline Story (Produit par J. Cole)                                                                       | The World Is a Place de Rhythm | 03:57 |
| 7.          | Mr. Nice Watch (featuring Jay-Z – Produit par J. Cole)                                                     | | 03:57 |
| 8.          | Cole World (Produit par J. Cole)                                                                           | | 03:04 |
| 9.          | In the Morning (Produit par Drake – Produit par L&X Music)                                                 | | 03:54 |
| 10.         | Lost Ones (Produit par J. Cole)                                                                            | Theme From the Planets de Dexter Wansel | 04:23 |
| 11.         | Nobody's Perfect (featuring Missy Elliott – Produit par J. Cole)                                           | Think de Curtis Mayfield | 03:10 |
| 12.         | Never Told (Produit par No I.D.)                                                                           | | 03:31 |
| 13.         | Rise and Shine (Produit par J. Cole)                                                                       | Arise, Shine de Greg Dykes and The Synanon Choir Good Life de Kanye West featuring T-Pain Money, Cash, Hoes de Jay-Z featuring DMX              | 04:34 |
| 14.         | God's Gift (Produit par J. Cole)                                                                           | Francisco de Milton Nascimento 1st of Tha Month de Bone Thugs-N-Harmony                                                                         | 03:32 |
| 15.         | Breakdown (Produit par J. Cole)                                                                            | Bells de l'Eero Koivistoinen Music Society | 04:50 |
| 16.         | Work Out (Produit par J. Cole)                                                                             | Straight Up de Paula Abdul The New Workout Plan de Kanye West The Eight Day Week de Melvin Van Peebles Best of Me, Pt. 2 de Mýa featuring Jay-Z | 03:54 |
| Total 57:39 | | |       |

| Titres bonus iTunes | Titres bonus iTunes                        | Titres bonus iTunes                      | Titres bonus iTunes | Titres bonus iTunes | Titres bonus iTunes | Titres bonus iTunes | Titres bonus iTunes | Titres bonus iTunes | Titres bonus iTunes |
| No                  | Titre                                      | Contient un (des) sample(s) de           | Durée               |                     |                     |                     |                     |                     |                     |
| ------------------- | ------------------------------------------ | ---------------------------------------- | ------------------- | ------------------- | ------------------- | ------------------- | ------------------- | ------------------- | ------------------- |
| 17.                 | Who Dat (Produit par J. Cole, Elite (co.)) |                                          | 03:58               |                     |                     |                     |                     |                     |                     |
| 18.                 | Daddy's Little Girl (Produit par J. Cole)  | The Eight Day Week de Melvin Van Peebles | 03:03               |                     |                     |                     |                     |                     |                     |
| Total 64:39         |                                            |                                          |                     |                     |                     |                     |                     |                     |                     |

* (co.): coproducteur

* (add.): en supplément

## Certifications
| Pays              | Certification | Unités certifiées |
| ----------------- | ------------- | ----------------- |
| États-Unis (RIAA) | Platine       | 1 000 000         |
| Royaume-Uni (BPI) | Or            | 100 000           |